# Chlorochroa ligata
Chlorochroa (Chlorochroa) ligata ist eine Wanzenart aus der Familie der Baumwanzen (Pentatomidae). Die Art trägt im Englischen auch die Bezeichnung Conchuela oder Conchuela Bug.

## Merkmale
Die 13 bis 19 Millimeter langen Wanzen sind variabel gefärbt; ihre Grundfarbe wechselt von Süden nach Norden von schwarz nach grün. Die Wanzen sind an ihren Rändern orange gesäumt. Das untere Ende des Schildchens (Scutellum) ist ebenfalls orange gefärbt.

## Verbreitung
Die Art kommt in der Nearktis vor. In Kanada erstreckt sich ihr Verbreitungsgebiet über die westlichen Provinzen (Saskatchewan bis British Columbia). In den Vereinigten Staaten reicht ihr Verbreitungsgebiet von Kalifornien bis Texas. Außerdem ist die Art in Mexiko vertreten.

## Lebensweise
Chlorochroa ligata ist eine polyphage Wanzenart. Die Art gilt in den USA als ein Schädling von geringerer Bedeutung. Die Wanzen saugen an Stängeln und Blättern, bevorzugen aber Samen und unreife Früchte. Zu ihren Futterpflanzen zählen zahlreiche Wildpflanzen (Ephedra aspera, Palmlilien (Yucca), Rhus trilobata, Ambrosia-Arten, Baccharis-Arten, Eselsdistel (Onopordum acanthium), Parthenium hysterophorus, Ruthenisches Salzkraut, Bärentrauben (Arctostaphylos), Kassien (Cassia), Prosopis-Arten,Lycium pallidum, Solanum elaeagnifolium, Französische Tamariske, Kreosotbusch), aber auch einige wichtige Kulturpflanzen (Baumwolle, Sorghumhirsen, Mais, Pfirsich, Paprika, Tomate, Wein, Kohl, Luzerne).
Die Wanzenart überwintert als Imago.